# Dolophones notacantha
Dolophones notacantha là một loài nhện trong họ Araneidae.
Loài này thuộc chi Dolophones. Dolophones notacantha được miêu tả năm 1824 bởi Quoy & Gaimarg.